# Лепёхин, Юрий Васильевич
Ю́рий Васи́льевич Лепёхин (23 сентября 1942, с. Дергачи, Саратовская область — 16 февраля 2025, Волгоград) — советский и российский педагог, учитель математики и информатики МОУ «Средняя общеобразовательная школа № 78» города Волгограда.
Народный учитель Российской Федерации (2009). Герой Труда Российской Федерации (2014).

## Биография
Родился 23 сентября 1942 года в с. Дергачи (в наст. время посёлок городского типа) Саратовской области в военном госпитале, где его мама работала медсестрой. Математикой его увлекла ещё в 1 классе первая учительница Наталья Григорьевна.
После окончания школы учился в Саратовском педагогическом институте, окончив который отслужил в армии. Юрий Васильевич преподавал математику и информатику более 40 лет, в основном в средней школе № 78 г. Волгограда (с 1965).
Имел высшую квалификационную категорию по должности «Учитель», в последние 15 лет Ю. В. Лепёхин работал в классах с углублённым изучением математики.
Умер 16 февраля 2025 года в Волгограде в возрасте 82 лет. Похоронен на Краснооктябрьском кладбище в Волгограде.

## Методика
В своей работе Лепёхин использовал усовершенствованный им метод В. Ф. Шаталова, педагога-новатора из Донецка, народного учителя СССР. Методика Ю. В. Лепёхина — это прежде всего конспектная манера изложения и преподавания материала, а также неформальное понимание существа предмета, интерес к инновациям и вера в ученика. Графические конспекты Ю. В. Лепехина отличают разные цвета, избирательно воздействующие на восприятие учащихся и лапидарный стиль изложения. По словам Ю. В. Лепехина, «ценность математики в том, что она дает уникальнейшую возможность воспитывать смекалку, сообразительность, находчивость, настойчивость в поиске оригинального решения, в том, что она будит мысль и призывает к точности и обоснованности рассуждений».

## Награды

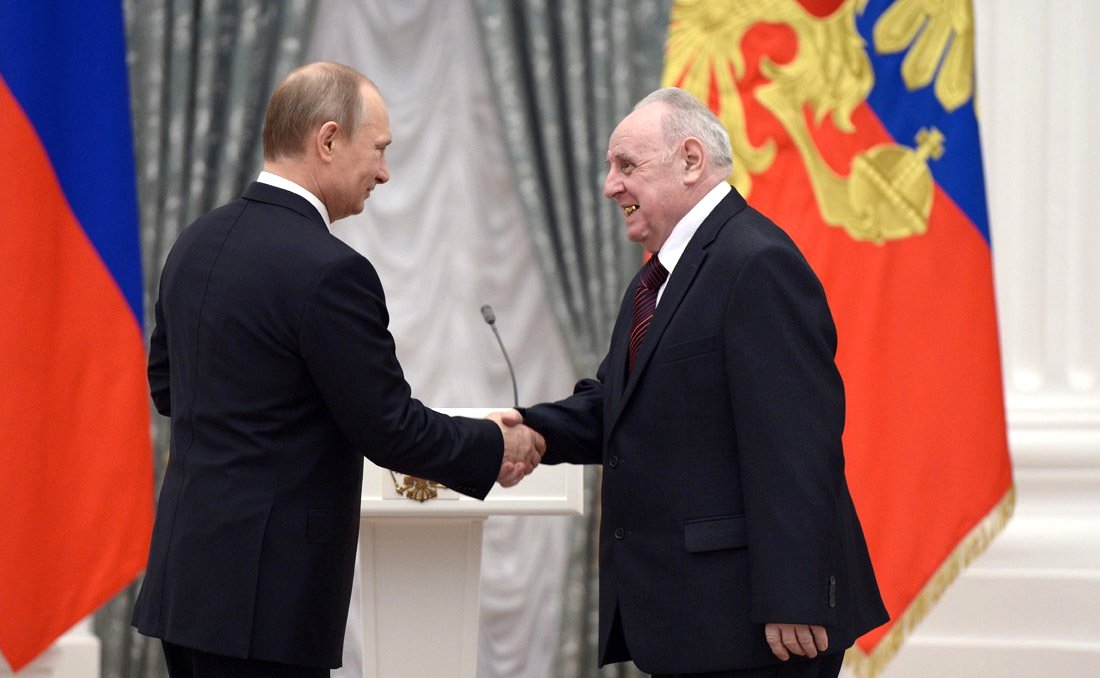
Москва, Кремль. 1 мая 2014 года. Юрий Лепёхин и Президент России Владимир Путин на церемонии награждения Героев Труда Российской Федерации.

- Герой Труда Российской Федерации (20 апреля 2014) — за особые трудовые заслуги перед государством и народом[8]
- Орден Почёта (6 декабря 1996) — за заслуги перед государством и многолетний добросовестный труд[9]
- Орден Ленина[5]
- Орден Трудового Красного Знамени
- Народный учитель Российской Федерации (11 мая 2009) — за выдающийся вклад в отечественное образование[1][10]
- Заслуженный учитель школы РСФСР (1982)[2][11]
- В 2010 году получил президентский грант как один из лучших учителей России[2][12]
- Почётный гражданин Волгоградской области

## Публикации
- Лепехин Ю. В. Математика. Экзамены впереди. Учебное пособие для учащихся средних школ. — Волгоград: Перемена. — 1995 г.
- Лепехин Ю. В. Сорок пять минут с компьютером. Сборник задач по программированию для средних школ. — Волгоград: Перемена. — 1996 г.
- Лепехин Ю. В. Почти просто! Задачи по алгебре и началам анализа. — Волгоград: Перемена. — 1996 г.
- Лепехин Ю. В. Математика. 10-11 кл. Пределы и производные. Теория и практика решения задач. — Волгоград : Учитель, 2009. — 153 стр. ISBN 978-5-7057-2022-4
- Лепехин Ю. В. Математика. 7-8 классы. Задания для подготовки к олимпиадам. ISBN 978-5-7057-2210-5б, 2010
- Лепехин Ю. В. Олимпиадные задания по математике. 5-6 классы / авт.-сост. Ю. В. Лепёхин. — Волгоград : Учитель, 2011. — 236 с. ISBN 978-5-7057-2106-1
- Лепехин Ю. В. Математика. 10-11 кл. Функции помогают уравнениям. Элективный курс. — Волгоград : Учитель, 2011. — 187 стр. ISBN 978-5-7057-2634-9
- Математика. 5—11 классы. Олимпиадные задания. Компакт-диск для компьютера: Варианты заданий с решениями и ответами. Авторы-составители: / Безрукова О. Л. Лепёхин Ю. В. — Волгоград: Издательство Учитель, 2014.
- Математика. Подготовка к ГИА. 9 класс. Решение задач повышенной сложности. Автор — составитель Ю. В. Лепехин. — Волгоград : Издательство Учитель,